# 美瑛岳
美瑛岳（びえいだけ）は、北海道上川郡美瑛町に位置する標高2,052mの火山である。大雪山国立公園に属し、山頂には二等三角点（点名「帯経しけ」）がある。

## 概要
石狩山地の十勝岳連峰（十勝火山群）のひとつで、火山としては主峰の十勝岳より古い。山名はアイヌ語で「油ぎった」を意味する「ピイエ」から来たもので、山からの硫黄が川に流れ込んで濁っていたことに由来する。
美瑛岳南面の荒々しい爆裂火口から深いV字沢を形成し、美瑛川の支流であるポンピ沢（アバレ川）の源頭となる。山頂付近にはチングルマやエゾノツガザクラといった高山植物が自生している。

## 登山ルート
登山道はポンピ沢に沿った直登コースが開削されているほかに、十勝岳経由で主稜線を縦走して山頂に至ることも可能。いずれも望岳台が起点となる。

## 周辺の山
| 山容 | 名称           | 標高 (m) | 三角点等級 点名   | 美瑛岳からの 方角と距離 (km) | 備考         |
| ---- | -------------- | -------- | ----------------- | ---------------------------- | ------------ |
|      | トムラウシ山   | 2,141    | 一等 「富良牛山」 | 北東 13.7                    | 日本百名山   |
|      | オプタテシケ山 | 2,012    | 三等 「美瑛岳」   | 北東 3.6                     | 日本三百名山 |
|      | 美瑛富士       | 1,888    |                   | 北 1.5                       | 郷土富士     |
|      | 美瑛岳         | 2,052    | 二等 「帯経しけ」 | 0                            | 北海道百名山 |
|      | 十勝岳         | 2,077    |                   | 南西 4.5                     | 日本百名山   |